# Dreiband-Europameisterschaft der Junioren 2015

Logo CEB (ausrichtender Verband)

Die Dreiband-Europameisterschaft der Junioren 2015 war ein Turnier in der Karambolagedisziplin Dreiband und fand vom 24. bis 26. April in Brandenburg an der Havel statt.

## Modus
Gespielt wurde mit 16 Teilnehmern in vier Gruppen à vier Spielern im Round-Robin-Modus. Die beiden Gruppenbesten qualifizierten sich für das Viertelfinale.
Gespielt wurde in der Gruppenphase bis 25 Punkte oder 50 Aufnahmen und in der KO-Runde bis 30 Punkte oder 50 Aufnahmen.

## Qualifikation

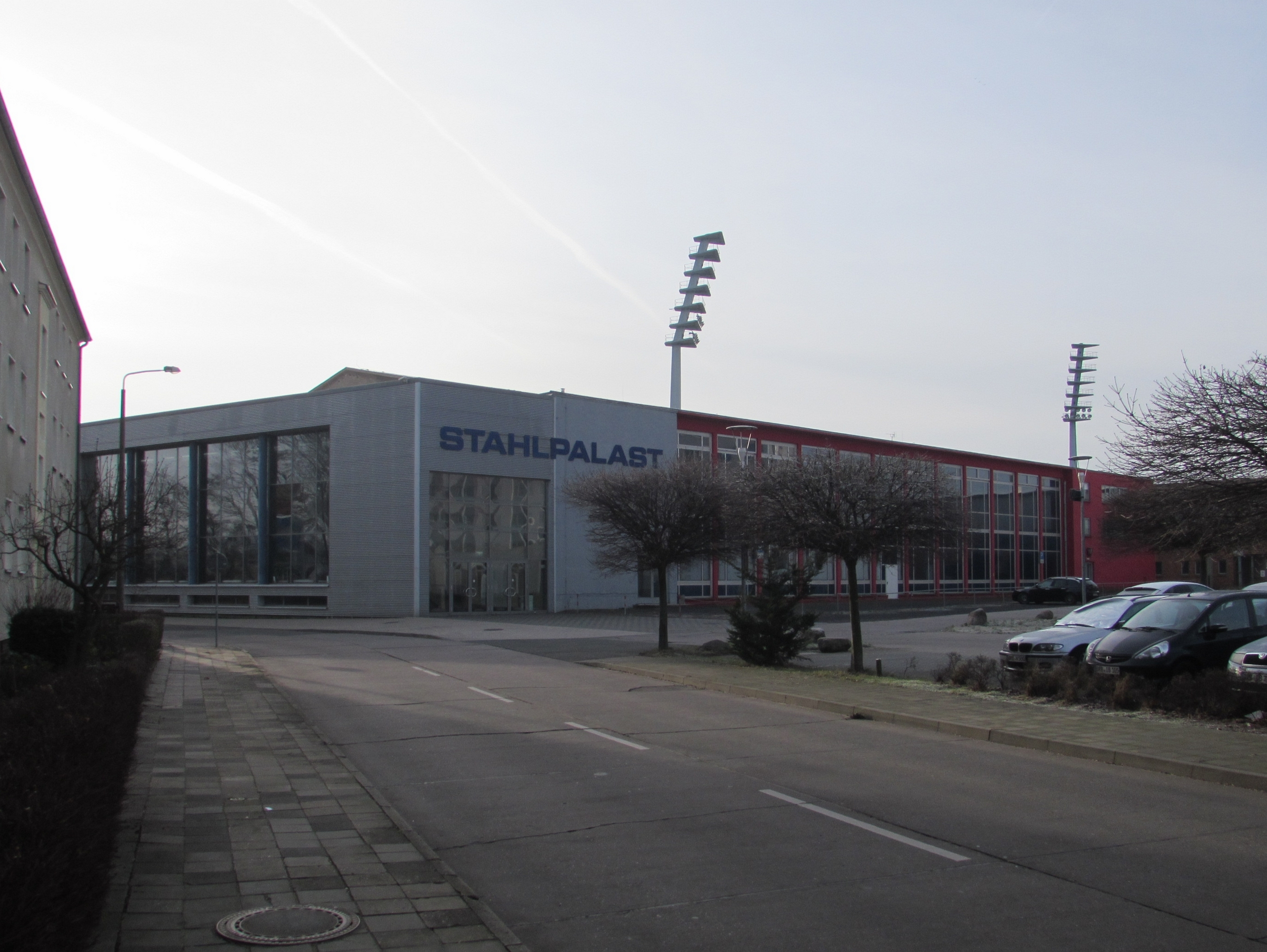
Außenansicht des Stahlpalastes

| Abschlusstabelle Gruppe A | Abschlusstabelle Gruppe A | Abschlusstabelle Gruppe A | Abschlusstabelle Gruppe A | Abschlusstabelle Gruppe A | Abschlusstabelle Gruppe A | Abschlusstabelle Gruppe A | Abschlusstabelle Gruppe A | Abschlusstabelle Gruppe A |
| Platz                     | Name                      | MP                        | Pkte                      | Aufn.                     | GD                        | BED                       | HS                        |                           |
| ------------------------- | ------------------------- | ------------------------- | ------------------------- | ------------------------- | ------------------------- | ------------------------- | ------------------------- | ------------------------- |
| 1                         | Gwendal Marechal          | 6:0                       | 75                        | 75                        | 1,000                     | 1,136                     | 7                         |                           |
| 2                         | Patrick Butora            | 4:2                       | 69                        | 90                        | 0,766                     | 1,190                     | 4                         |                           |
| 3                         | Adam Kozák                | 2:4                       | 57                        | 122                       | 0,467                     | 0,480                     | 4                         |                           |
| 4                         | Saud Muhovic              | 0:6                       | 30                        | 99                        | 0,303                     | -                         | 2                         |                           |

| Abschlusstabelle Gruppe B | Abschlusstabelle Gruppe B | Abschlusstabelle Gruppe B | Abschlusstabelle Gruppe B | Abschlusstabelle Gruppe B | Abschlusstabelle Gruppe B | Abschlusstabelle Gruppe B | Abschlusstabelle Gruppe B | Abschlusstabelle Gruppe B |
| Platz                     | Name                      | MP                        | Pkte                      | Aufn.                     | GD                        | BED                       | HS                        |                           |
| ------------------------- | ------------------------- | ------------------------- | ------------------------- | ------------------------- | ------------------------- | ------------------------- | ------------------------- | ------------------------- |
| 1                         | João Pedro Ferreira       | 6:0                       | 75                        | 98                        | 0,765                     | 0,862                     | 5                         |                           |
| 2                         | Andrés Carrión            | 4:2                       | 66                        | 84                        | 0,785                     | 0,925                     | 5                         |                           |
| 3                         | Tom Löwe                  | 2:4                       | 60                        | 101                       | 0,594                     | 0,595                     | 5                         |                           |
| 4                         | Filippo Buzzanga          | 0:6                       | 45                        | 107                       | 0,420                     | -                         | 4                         |                           |

| Abschlusstabelle Gruppe C | Abschlusstabelle Gruppe C | Abschlusstabelle Gruppe C | Abschlusstabelle Gruppe C | Abschlusstabelle Gruppe C | Abschlusstabelle Gruppe C | Abschlusstabelle Gruppe C | Abschlusstabelle Gruppe C | Abschlusstabelle Gruppe C |
| Platz                     | Name                      | MP                        | Pkte                      | Aufn.                     | GD                        | BED                       | HS                        |                           |
| ------------------------- | ------------------------- | ------------------------- | ------------------------- | ------------------------- | ------------------------- | ------------------------- | ------------------------- | ------------------------- |
| 1                         | Matthieu Franck           | 6:0                       | 75                        | 101                       | 0,742                     | 0,862                     | 5                         |                           |
| 2                         | Geoffrey Dresselaerts     | 4:2                       | 68                        | 112                       | 0,607                     | 0,961                     | 7                         |                           |
| 3                         | Arda Güngör               | 2:4                       | 63                        | 105                       | 0,600                     | 0,925                     | 6                         |                           |
| 4                         | Michael Vink              | 0:6                       | 46                        | 88                        | 0,522                     | -                         | 4                         |                           |

| Abschlusstabelle Gruppe D | Abschlusstabelle Gruppe D | Abschlusstabelle Gruppe D | Abschlusstabelle Gruppe D | Abschlusstabelle Gruppe D | Abschlusstabelle Gruppe D | Abschlusstabelle Gruppe D | Abschlusstabelle Gruppe D | Abschlusstabelle Gruppe D |
| Platz                     | Name                      | MP                        | Pkte                      | Aufn.                     | GD                        | BED                       | HS                        |                           |
| ------------------------- | ------------------------- | ------------------------- | ------------------------- | ------------------------- | ------------------------- | ------------------------- | ------------------------- | ------------------------- |
| 1                         | Berkay Karakurt           | 6:0                       | 75                        | 56                        | 1,339                     | 1,470                     | 9                         |                           |
| 2                         | Jesus Rico                | 4:2                       | 69                        | 72                        | 0,958                     | 0,961                     | 6                         |                           |
| 3                         | Thomas Caluwaerts         | 2:4                       | 50                        | 78                        | 0,641                     | 0,735                     | 3                         |                           |
| 4                         | Samuli Hynninen           | 0:6                       | 44                        | 80                        | 0,550                     | -                         | 5                         |                           |

## Endrunde
|  | Viertelfinale Spiel bis 30 Punkte | Viertelfinale Spiel bis 30 Punkte | Viertelfinale Spiel bis 30 Punkte | Viertelfinale Spiel bis 30 Punkte | Viertelfinale Spiel bis 30 Punkte | Viertelfinale Spiel bis 30 Punkte |                 |                     | Halbfinale Spiel bis 30 Punkte | Halbfinale Spiel bis 30 Punkte | Halbfinale Spiel bis 30 Punkte | Halbfinale Spiel bis 30 Punkte | Halbfinale Spiel bis 30 Punkte | Halbfinale Spiel bis 30 Punkte |      |      | Finale Spiel bis 30 Punkte | Finale Spiel bis 30 Punkte | Finale Spiel bis 30 Punkte | Finale Spiel bis 30 Punkte | Finale Spiel bis 30 Punkte | Finale Spiel bis 30 Punkte |
|  |                                   |                                   |                                   |                                   |                                   |                                   |                 |                     |                                |                                |                                |                                |                                |                                |      |      |                            |                            |                            |                            |                            |                            |
|  |                                   | MP                                | Pkt.                              | Auf.                              | ED                                | HS                                |                 |                     |                                |                                |                                |                                |                                |                                |      |      |                            |                            |                            |                            |                            |                            |
|  |                                   | MP                                | Pkt.                              | Auf.                              | ED                                | HS                                |                 |                     |                                |                                |                                |                                |                                |                                |      |      |                            |                            |                            |                            |                            |                            |
|  | Berkay Karakurt                   | 2                                 | 30                                | 39                                | 0,769                             | 3                                 |                 |                     |                                |                                |                                |                                |                                |                                |      |      |                            |                            |                            |                            |                            |                            |
|  | Berkay Karakurt                   | 2                                 | 30                                | 39                                | 0,769                             | 3                                 |                 | MP                  | Pkt.                           | Auf.                           | ED                             | HS                             |                                |                                |      |      |                            |                            |                            |                            |                            |                            |
|  | Patrick Butora                    | 0                                 | 14                                | 39                                | 0,358                             | 2                                 |                 | MP                  | Pkt.                           | Auf.                           | ED                             | HS                             |                                |                                |      |      |                            |                            |                            |                            |                            |                            |
|  | Patrick Butora                    | 0                                 | 14                                | 39                                | 0,358                             | 2                                 | Berkay Karakurt | 2                   | 30                             | 36                             | 0,833                          | 5                              |                                |                                |      |      |                            |                            |                            |                            |                            |                            |
|  |                                   | MP                                | Pkt.                              | Auf.                              | ED                                | HS                                | Berkay Karakurt | 2                   | 30                             | 36                             | 0,833                          | 5                              |                                |                                |      |      |                            |                            |                            |                            |                            |                            |
|  |                                   | MP                                | Pkt.                              | Auf.                              | ED                                | HS                                |                 | João Pedro Ferreira | 0                              | 28                             | 36                             | 0,777                          | 4                              |                                |      |      |                            |                            |                            |                            |                            |                            |
|  | João Pedro Ferreira               | 2                                 | 30                                | 27                                | 1,111                             | 5                                 |                 | João Pedro Ferreira | 0                              | 28                             | 36                             | 0,777                          | 4                              |                                |      |      |                            |                            |                            |                            |                            |                            |
|  | João Pedro Ferreira               | 2                                 | 30                                | 27                                | 1,111                             | 5                                 |                 |                     |                                |                                |                                |                                |                                | MP                             | Pkt. | Auf. | ED                         | HS                         |                            |                            |                            |                            |
|  | Geoffrey Dresselaerts             | 0                                 | 14                                | 27                                | 0,518                             | 8                                 |                 |                     |                                |                                |                                |                                |                                | MP                             | Pkt. | Auf. | ED                         | HS                         |                            |                            |                            |                            |
|  | Geoffrey Dresselaerts             | 0                                 | 14                                | 27                                | 0,518                             | 8                                 | Berkay Karakurt | 2                   | 30                             | 35                             | 0,857                          | 6                              |                                |                                |      |      |                            |                            |                            |                            |                            |                            |
|  |                                   | MP                                | Pkt.                              | Auf.                              | ED                                | HS                                | Berkay Karakurt | 2                   | 30                             | 35                             | 0,857                          | 6                              |                                |                                |      |      |                            |                            |                            |                            |                            |                            |
|  |                                   | MP                                | Pkt.                              | Auf.                              | ED                                | HS                                |                 | Matthieu Franck     | 0                              | 20                             | 35                             | 0,571                          | 4                              |                                |      |      |                            |                            |                            |                            |                            |                            |
|  | Matthieu Franck                   | 2                                 | 30                                | 36                                | 0,833                             | 3                                 |                 | Matthieu Franck     | 0                              | 20                             | 35                             | 0,571                          | 4                              |                                |      |      |                            |                            |                            |                            |                            |                            |
|  | Matthieu Franck                   | 2                                 | 30                                | 36                                | 0,833                             | 3                                 |                 | MP                  | Pkt.                           | Auf.                           | ED                             | HS                             |                                |                                |      |      |                            |                            |                            |                            |                            |                            |
|  | Andrés Carrión                    | 0                                 | 21                                | 36                                | 0,583                             | 4                                 |                 | MP                  | Pkt.                           | Auf.                           | ED                             | HS                             |                                |                                |      |      |                            |                            |                            |                            |                            |                            |
|  | Andrés Carrión                    | 0                                 | 21                                | 36                                | 0,583                             | 4                                 | Matthieu Franck | 2                   | 30                             | 23                             | 1,304                          | 5                              |                                |                                |      |      |                            |                            |                            |                            |                            |                            |
|  |                                   | MP                                | Pkt.                              | Auf.                              | ED                                | HS                                | Matthieu Franck | 2                   | 30                             | 23                             | 1,304                          | 5                              |                                |                                |      |      |                            |                            |                            |                            |                            |                            |
|  |                                   | MP                                | Pkt.                              | Auf.                              | ED                                | HS                                |                 | Gwendal Marechal    | 0                              | 11                             | 23                             | 0,478                          | 3                              |                                |      |      |                            |                            |                            |                            |                            |                            |
|  | Gwendal Marechal                  | 2                                 | 30                                | 26                                | 1,153                             | 4                                 |                 | Gwendal Marechal    | 0                              | 11                             | 23                             | 0,478                          | 3                              |                                |      |      |                            |                            |                            |                            |                            |                            |
|  | Gwendal Marechal                  | 2                                 | 30                                | 26                                | 1,153                             | 4                                 |                 |                     |                                |                                |                                |                                |                                |                                |      |      |                            |                            |                            |                            |                            |                            |
|  | Jesus Rico                        | 0                                 | 15                                | 26                                | 0,576                             | 3                                 |                 |                     |                                |                                |                                |                                |                                |                                |      |      |                            |                            |                            |                            |                            |                            |
|  | Jesus Rico                        | 0                                 | 15                                | 26                                | 0,576                             | 3                                 |                 |                     |                                |                                |                                |                                |                                |                                |      |      |                            |                            |                            |                            |                            |                            |

Quellen:

## Abschlusstabelle
| MP    | Match Points (Sieger = 2; Unentschieden = 1; Verlierer = 0) |
| Pkte. | Erzielte Karambolagen                                       |
| Aufn. | Benötigte Versuche                                          |
| GD    | Generaldurchschnitt                                         |
| BED   | Bester Einzeldurchschnitt eines Spielers                    |
| HS    | Höchstserie                                                 |
|       | Bester GD des Turniers                                      |
|       | Bester ED des Turniers                                      |
|       | Beste HS des Turniers                                       |
|       | 1. Platz (Gold)                                             |
|       | 2. Platz (Silber)                                           |
|       | 3. Platz (Bronze)                                           |

| Endklassement              | Endklassement | Endklassement         | Endklassement | Endklassement | Endklassement | Endklassement | Endklassement | Endklassement |
| Phase                      | Platz         | Name                  | MP            | Pkt.          | Aufn.         | GD            | BED           | HS            |
| -------------------------- | ------------- | --------------------- | ------------- | ------------- | ------------- | ------------- | ------------- | ------------- |
| Finale                     | 1             | Berkay Karakurt       | 12:0          | 165           | 166           | 0,993         | 1,470         | 9             |
| Finale                     | 2             | Matthieu Franck       | 10:2          | 155           | 195           | 0,794         | 1,304         | 5             |
| Halb- finale               | 3             | Gwendal Marechal      | 8:2           | 116           | 124           | 0,935         | 1,153         | 7             |
| Halb- finale               | 3             | João Pedro Ferreira   | 8:2           | 133           | 161           | 0,826         | 1,111         | 5             |
| Viertel- finale            | 5             | Jesus Rico            | 4:4           | 84            | 98            | 0,857         | 0,961         | 6             |
| Viertel- finale            | 6             | Andrés Carrión        | 4:4           | 87            | 120           | 0,725         | 0,925         | 5             |
| Viertel- finale            | 7             | Patrick Butora        | 4:4           | 83            | 129           | 0,643         | 1,190         | 4             |
| Viertel- finale            | 8             | Geoffrey Dresselaerts | 4:4           | 82            | 139           | 0,589         | 0,961         | 8             |
| Gruppen- phase             | 9             | Thomas Caluwaerts     | 2:4           | 50            | 78            | 0,641         | 0,735         | 3             |
| Gruppen- phase             | 10            | Arda Güngör           | 2:4           | 63            | 105           | 0,600         | 0,925         | 6             |
| Gruppen- phase             | 11            | Tom Löwe              | 2:4           | 60            | 101           | 0,594         | 0,595         | 5             |
| Gruppen- phase             | 12            | Adam Kozák            | 2:4           | 57            | 122           | 0,467         | 0,480         | 4             |
| Gruppen- phase             | 13            | Samuli Hynninen       | 0:6           | 44            | 80            | 0,550         | -             | 5             |
| Gruppen- phase             | 14            | Michael Vink          | 0:6           | 46            | 88            | 0,522         | -             | 4             |
| Gruppen- phase             | 15            | Filippo Buzzanga      | 0:6           | 45            | 107           | 0,420         | -             | 4             |
| Gruppen- phase             | 16            | Saud Muhovic          | 0:6           | 30            | 99            | 0,303         | -             | 2             |
| Turnierdurchschnitt: 0,679 |               |                       |               |               |               |               |               |               |